# Tournis du ray-grass
Le tournis du ray-grass, ou tétanie du ray-grass, est une intoxication des animaux d'élevage par diverses toxines, dont la péramine et le lolitrème B, présentes dans le ray-grass anglais (Lolium perenne) infecté. Ces toxines sont produites par un champignon endophyte, Neotyphodium lolii, et peuvent se trouver dans toutes les parties de la plante, mais tendent à se concentrer dans la partie inférieure des gaines foliaires, les tiges de fleurs et les graines. Cette maladie peut affecter les chevaux, les bovins, les moutons, les cerfs d'élevage et les lamas. Elle se manifeste  régulièrement en Nouvelle-Zélande et est connue épisodiquement en Australie, en Amérique du Nord et du Sud, ainsi qu'en Europe

## Écologie
Le tournis du ray-grass est causé par l'ingestion d'herbe infectée par un champignon endophyte, Epichloë festucae var lolli, et ce champignon produit diverses mycotoxines, telles que la péramine (alcaloïde pyrrolopyrazine) et du  lolitrème B, composé indole - diterpène. Aucun signe externe n'indique que le ray-grass est infecté par ce champignon. Le charançon argentin des tiges (Listronotus bonariensis) se nourrit de ray-grass anglais. Lorsque l'herbe qu'elles parasitent est infectée par le champignon, les larves du charançon ne se développent pas complètement. Dans le but de sélectionner des souches de ray-grass anglais résistantes au charançon, des chercheurs néo-zélandais ont involontairement sélectionné des souches sensibles au champignon. En fait, le champignon endophyte forme avec la plante une association mutualiste qui favorise la croissance et le tallage du ray-grass en le protégeant de ses prédateurs. Avec l'utilisation croissante de ces cultivars sensibles, le champignon, qui est présent dans les semences, s'est propagé plus largement, entraînant une augmentation significative des cas de tournis du ray-grass,

## Symptômes
Les symptômes sont neurologiques et peuvent se développer une à deux semaines après l'exposition au pâturage infecté. Ils peuvent comprendre des tremblements de la tête et des mouvements irréguliers de l'œil, une modification de la démarche, avec de la raideur, des titubations et des chutes. Les animaux couchés peuvent présenter des spasmes tétaniques et peuvent mourir à la suite d'un accident, de déshydratation, d'inanition, d'une perte de fonction du rumen ou de prédation.
Dans le cas du cheval, l'animal peut frisonner ou trembler, être facilement surpris et difficile à manipuler. Les animaux les plus gravement atteints peuvent hocher de la tête à plusieurs reprises, montrer une tendance à écarter les pattes, à trébucher et tomber. Ils peuvent de plus être paralysés des quartiers arrière.

## Traitement
La récupération se produit généralement lorsque l'animal est retiré du pâturage contaminé. Le principal risque pour le bétail à ce stade vient du manque de coordination des membres, qui peut provoquer une mort accidentelle à la suite d'une chute dans des endroits dangereux comme des fossés ou des étangs.

## Prévention
La maladie est particulièrement répandue en Nouvelle-Zélande. On peut la prévenir en évitant les pâturages contenant du ray-grass anglais ou en ensemençant les prairies avec des variétés de ray-grass résistantes au champignon. Les chevaux sont particulièrement vulnérables à cette maladie en raison de leur habitude de brouter au ras du sol, et les pâturages clairsemés peuvent encourager un broutage  plus intense, se traduisant par une plus grande consommation d'herbe infectée. Des compléments alimentaires peuvent aider, mais le foin provenant des pâturages infectés ne doit pas être utilisé car il peut contenir d'autres toxines.